# A Devesa (Ribadeo)

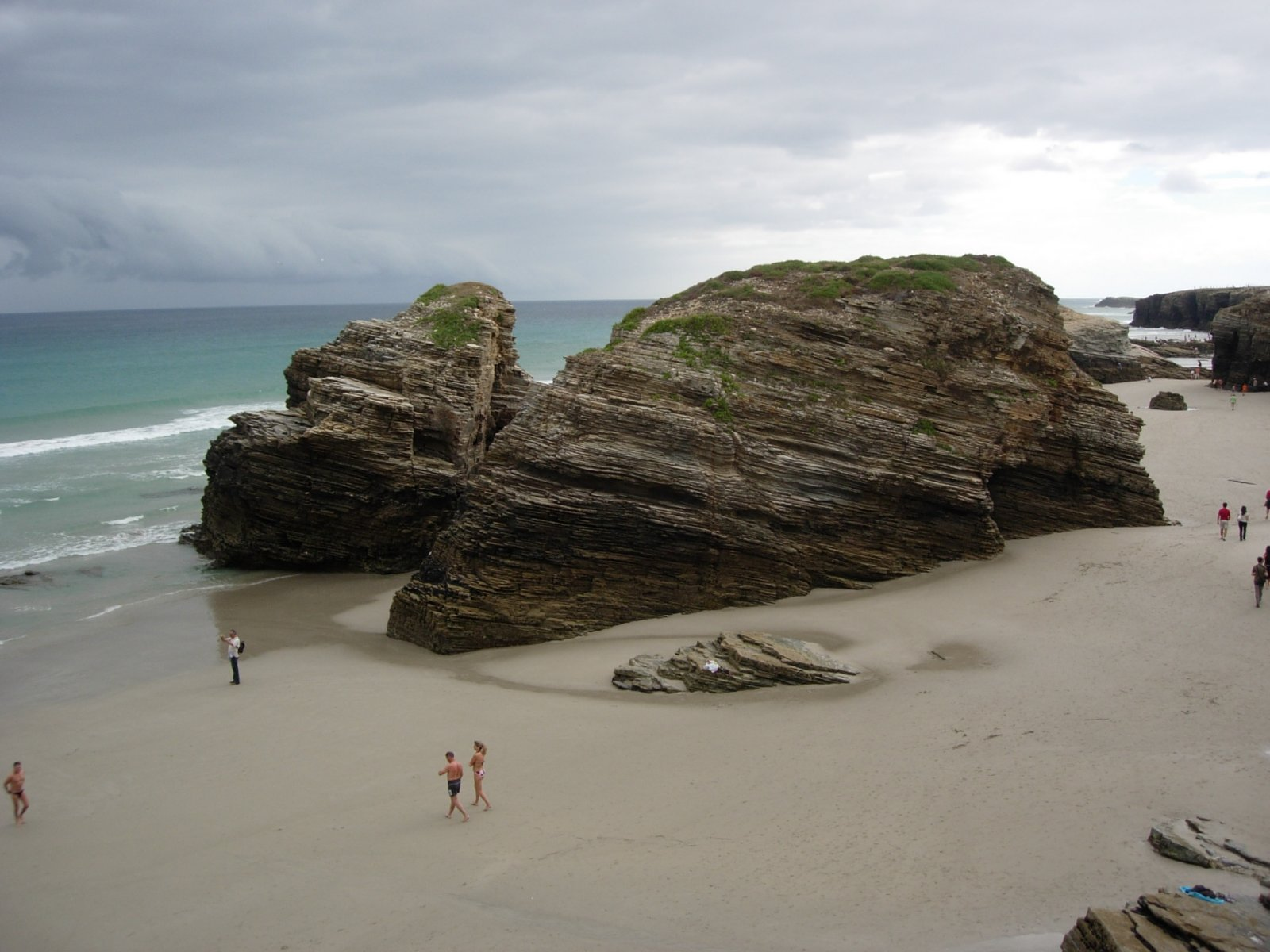
La platja d'As Catedrais.

Santalla da Devesa és una parròquia del municipi gallec de Ribadeo, a la província de Lugo. Limita amb les parròquies de Reinante, San Miguel de Reinante, Vilamartin Pequeno, Arante, Covelas, Vilaframil i Rinlo.

## Demografia
Tenia el 2015 una població de 505 habitants agrupats en 20 entitats de població: A Avesada, O Barral, A Barrio da Campana, Barrio Novo, Cepetal, Cinxe, Esteiro, O Lagar, Liñeiro, Meirengos, Noceda, Os Olleiros, A Pedreira, A Preixoana, O Rato, A Rochela, O Viladroiro, Vilagoíz, Vilandriz i A Volta.

## Llocs d'interès
Entre els seus llocs d'interès destaca la platja d'As Catedrais o d'Augas Santas, coneguda per la forma de les seves roques. Altres platges importants són les d'Os Castros, As Illas, A Rochela i Esteiro. També cal destacar l'església de Santa Eulàlia, del segle xvi, i les capelles de Santa Filomena, Sant Roc i Sant Ramon.